# Дом Галанина
Дом С.П. Галанина — жилой двухэтажный особняк начала XX века постройки в городе Грязовец, Вологодской области. Памятник истории и культуры регионального значения. В настоящее время в доме разместились помещения муниципального образовательного центра.

## История
На карте города Грязовец от 1916 года двухэтажное строение обозначено как дом Галанина Сергея Павловича.
В 1929 года в помещениях этого особняка располагалась школа для слепых. В годы Великой Отечественной войны здесь находилось одно из подразделений эвакогоспиталя №3734. Позже в помещениях здания расположился учебно-производственный комбинат.
С 2010 до 2013 годы здание занимала спортивная школа. На втором этаже размещался Грязовецкий районный Дом детско-юношеского туризма и экскурсий, который в 2011 году был интегрирован в Центр дополнительного образования детей.
На первом этаже размещались различные торговые предприятия, в том числе магазин «Лада».

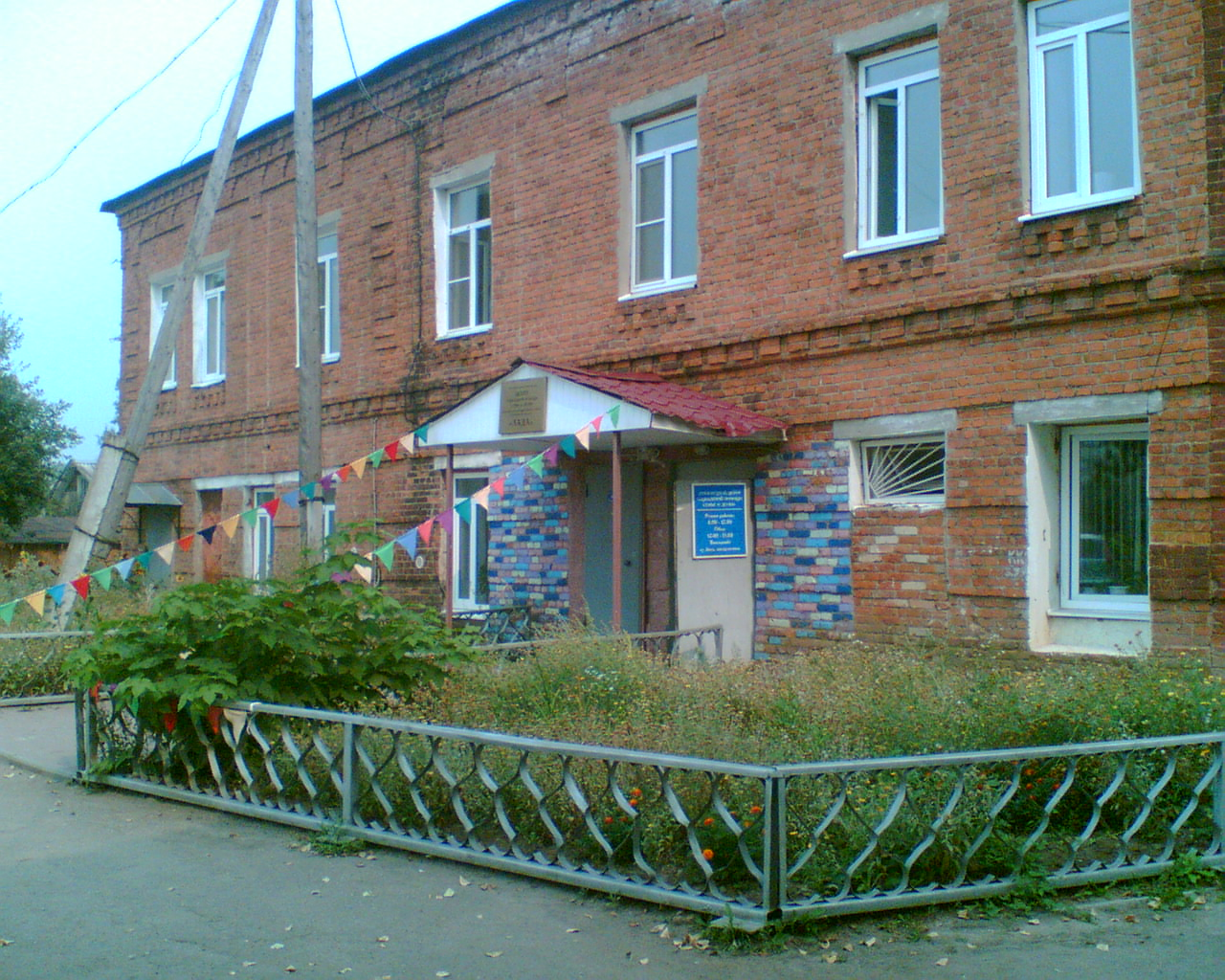
Юго-западный вход

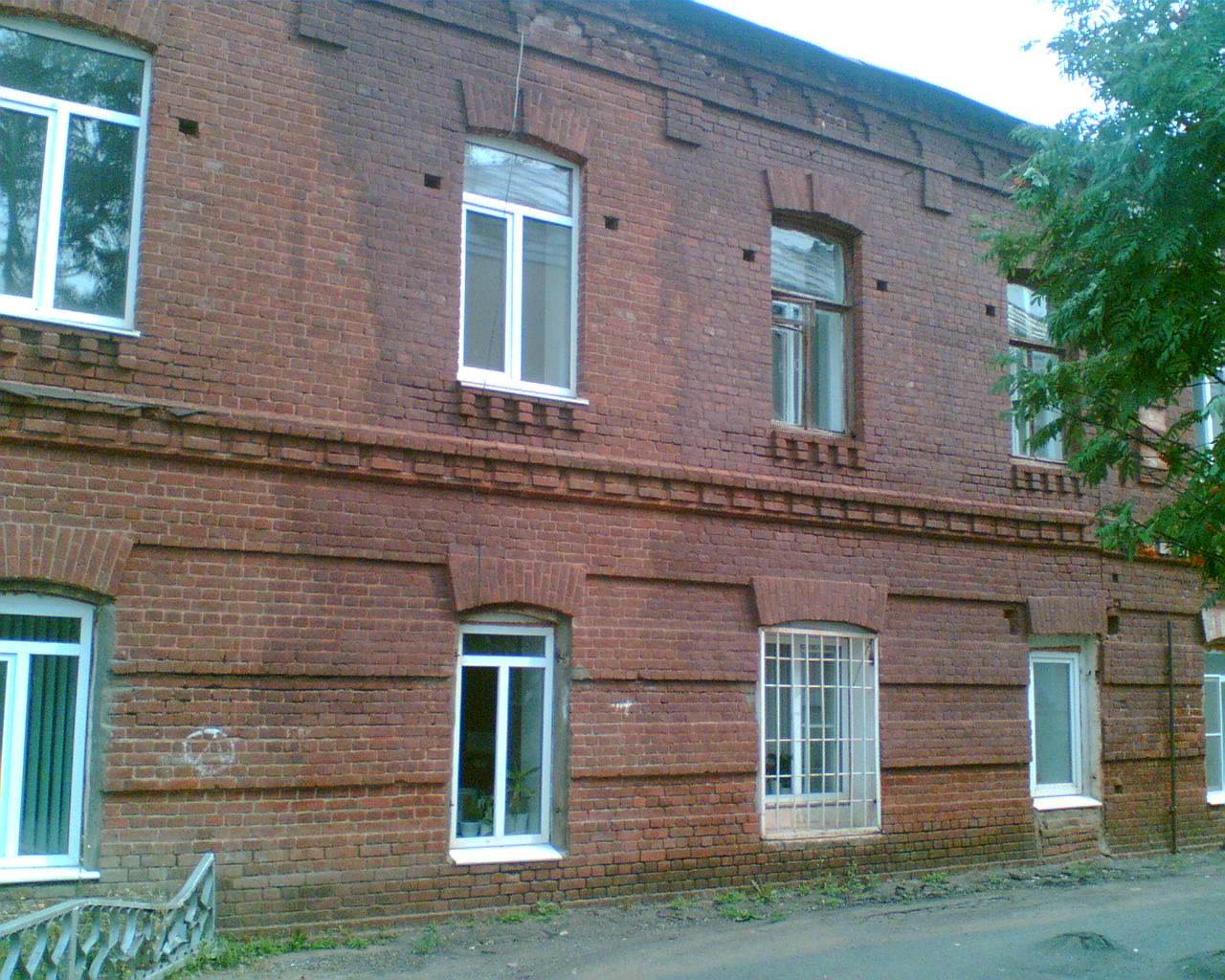
Юго-восточный фасад

## Архитектура
Дом обладает статусом памятника истории регионального значения. У строения имеется своя индивидуальная специфика. Здание представляет собой неравнобедренную трапецию. На фасаде сохранились исторические карницы, пилястры. Внутренняя планировка со времени строительства сильно изменилась. Внутри здания была возведена бетонная лестница на второй этаж, установлены внутренние кирпичные перегородки. Первоначальный интерьер оставил о себе память в виде лепных потолочных розеток с растительным орнаментом, а также имеется оригинальная угловая печь с зеркалом и арочные ниши.

## Современное состояние
В настоящее время в особняке находится филиал Центра дополнительного образования детей структурное отделение «Шанс». В 2020 году были выделены денежные средства в сумме 20 миллионов рублей на проведение ремонтных и реставрационных работ, по результатам которых в здании будет организован детский цифровой центр «IT –Куб». Это второй подобный цифровой центр в Вологодской области.

## Документы
Приказ от 20.10.2016 г. № 326-О г. Вологда. «Об утверждении охранного обязательства объекта культурного наследия регионального значения "Дом Галанина, нач. XX в."».